# Топовско месо
Топовско месо или храна је неформални, погрдни израз за борце које влада или војна команда сматра или третира као потрошни материјал пред непријатељском ватром. Термин се генерално користи у ситуацијама у којима су борци приморани да се боре са безнадежним изгледима (са предзнањем да ће претрпети изузетно велике жртве) у настојању да постигну стратешки циљ; пример је рововско ратовање из Првог светског рата. Термин се такође може користити (донекле пејоративно) да би се разликовала пешадија од других снага (као што су артиљеријске трупе, ваздухопловство или морнарица), или да би се разликовали потрошни нискокласни или неискусни борци од војно вреднијих ветерана.
Термин потиче од крмива, као хране за стоку. Војници су метафорична храна за непријатељску артиљеријску ватру.

## Порекло
Концепт војника који није ништа више од "хране" коју треба конзумирати у борби, датира најкасније из 16. века. На пример, у драми Вилијама Шекспира Хенри IV, део први постоји сцена у којој принц Хенри исмејава јадну групу војника Џона Фалстафа. Фалстаф одговара принцу Хенрију циничним референцама на барут и бацање тела у јаме масовних гробница, говорећи да су његови људи „довољно добри за бацање; храна за прах, храна за прах; напуниће јаму као и бољи [мушкарци]...."
Прву потврђену употребу израза „топовско месо“ дао је француски писац Франсоа-Рене де Шатобријан. У свом антинаполеоновском памфлету „De Bonaparte et des Bourbons“, објављеном 1814. године, критиковао је циничан однос према регрутима који је преовладавао на крају Наполеонове владавине: „ On en était venu à ce point de mépris pour la vie des hommes et pour la France, d'appeler les conscrits la matière première et la chair à canon "—"презир живота људи и саме Француске дошао је до тачке да се војни обвезници називају 'сировим материјалом' и ' топовским месом'."
Термин се појавио у енглеском преводу приче коју је написао Хендрик Савјест, коју је превела госпођа Егвит koja је објавељна у Janesville Gazette, Висконсин, 1854. године. Касније се појавио у The Morning Chronicle, Лондон 1861. године и популаризован је током Првог светског рата.